# Alfa-ketoglutarsyra

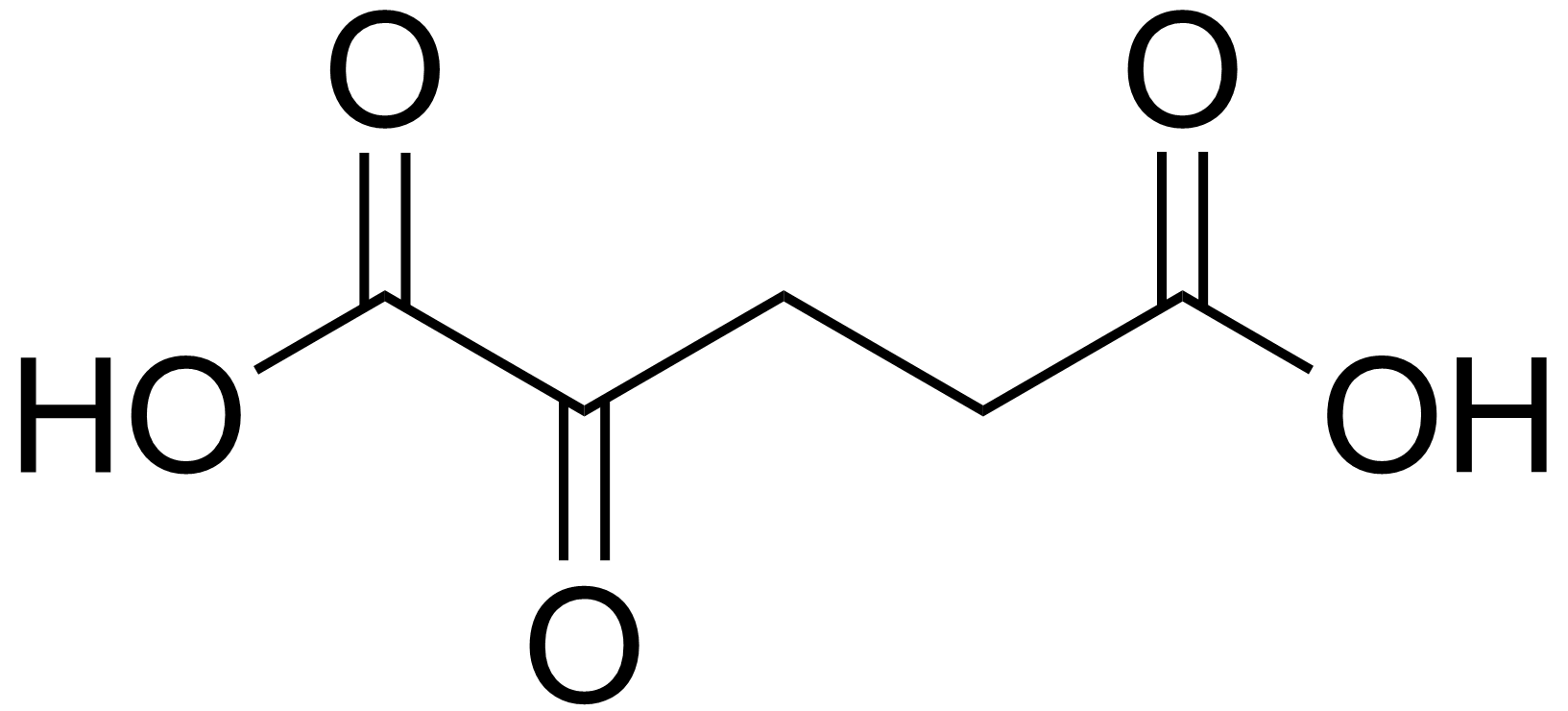
Strukturformel.

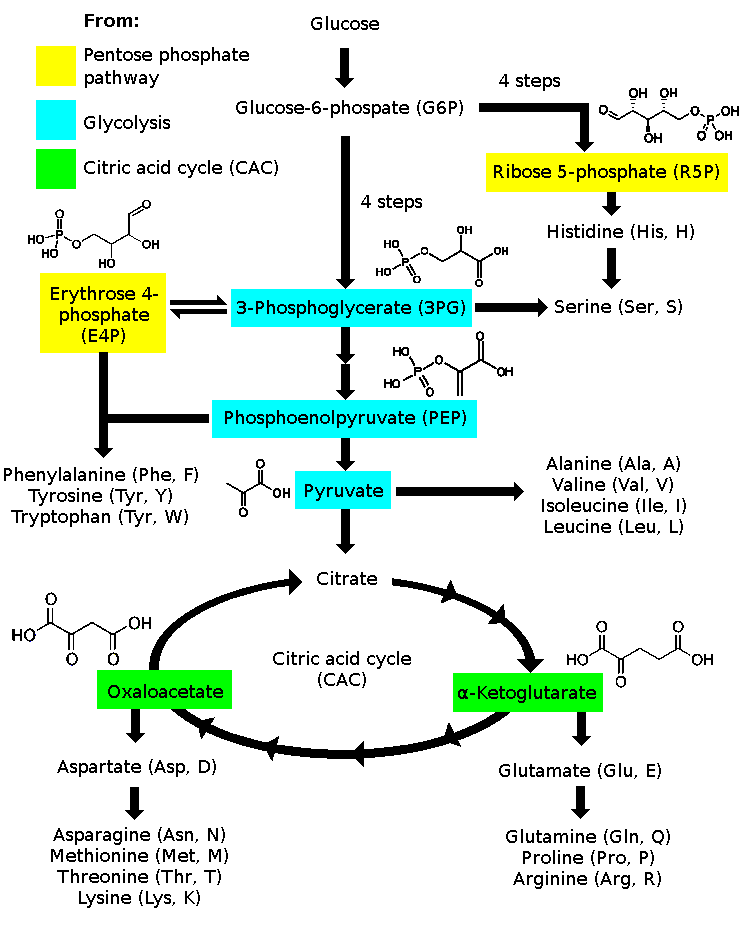
α-Ketoglutarsyran och oxalättiksyran bildar viktiga länkar mellan metabolismen av kolhydrater (genom citronsyracykeln) och proteiner (genom aminosyrorna).

α-Ketoglutarsyra eller 2-oxoglutarsyra (2-oxopentandisyra) är en dikarboxylsyra och keton med ketogruppen på position 2 eller α (β-ketoglutarsyra har ketogruppen på position 3). Den förekommer hos alla levande organismer och deltar i ett stort antal reaktioner i cellernas metabolism, där den bildar en viktig länk mellan citronsyracykeln och aminosyremetabolismen. 
α-Ketoglutarsyrans salter (anjoner) kallas α-ketoglutarater eller 2-oxoglutarater.

## Citronsyracykeln
Speciellt märks α-ketoglutarsyrans deltagande i citronsyracykeln där den bildas ur isocitronsyra enligt:
isocitronsyra + NAD+ → α-ketoglutarsyra + NADH + H+ + CO2
och utgör substrat för bildningen av succinyl-CoA i tre steg vilka ger nettoreaktionen:
α-ketoglutarsyra + CoA +  → succinyl-CoA + CO2.

## Kvävemetabolismen
α-Ketoglutarsyra spelar också en viktig roll i kvävemetabolismen. Genom transaminering kan α-ketoglutarsyra omvandlas till aminosyran glutaminsyra och vice versa:
en aminosyra + α-ketoglutarsyra {\displaystyle \rightleftharpoons } en ketosyra + glutaminsyra
som exempelvis
asparaginsyra + α-ketoglutarsyra {\displaystyle \rightleftharpoons } oxalättiksyra + glutaminsyra.
Vidare finns följande jämvikt mellan å ena sidan glutaminsyra och å andra sidan glutamin och α-ketoglutarsyra
2 glutaminsyra + NAD+ {\displaystyle \rightleftharpoons } glutamin + α-ketoglutarsyra + NADH + H+
Även ammoniumjoner kan delta i den reversibla omvandlingen mellan α-ketoglutarsyra och glutaminsyra:
glutaminsyra + NAD+ + H2O {\displaystyle \rightleftharpoons } α-ketoglutarsyra + NADH + NH4+